# Spielhof (Treuchtlingen)
Spielhof ist ein Gemeindeteil der Stadt Treuchtlingen im Landkreis Weißenburg-Gunzenhausen (Mittelfranken, Bayern). Spielhof liegt in der Gemarkung Möhren.

## Lage, Verkehr
Die Einöde liegt in der Südlichen Frankenalb südwestlich von Treuchtlingen  und nordwestlich von Gundelsheim. Nördlich befindet sich das Waldgebiet Grottenhof. Zu erreichen ist der Spielhof über eine Gemeindeverbindungsstraße von Eichhof her oder über eine Gemeindeverbindungsstraße, die bei Möhren von der Kreisstraße WUG 6 abzweigt.

## Geschichte
Als 1380 Ruprecht von Seckendorff Güter an Berthold vom Emetzheim und Heinrich von Ellingen verkaufte, waren darunter auch die „Spielberger Höfe“. 1446 kauften die Seckendorffer diesen Besitz von Margreth Tanhäuserin und ihren Söhnen wieder ab. 1508 ist die Rede davon, dass Jörg von Pappenheim ein Drittel des großen und kleinen Zehnt „zu Spilberg“ an Leonhard von Schaffhausen gegeben hat. Die Seckendorffer verkauften 1522 mit dem Gut Möhren auch den zu dieser Zeit „öden und unbesetzten“ Hof „zu Spilberge“ an Christoph Fuchs vom Bimbach. 1696 ist erstmals vom „Spielhof“ die Rede. Spätere Belege wechseln im Gebrauch beider Ortsnamen, so noch ein Beleg von 1836.
Seit 1806 im Königreich Bayern, wurde der Spielhof, bestehend aus zwei Halbhöfen und einem „Gnadenhaus“ (Klein- oder Austragshaus), 1808 dem Steuerdistrikt „Moehrn“ (= Möhren) im Landgericht/Rentamt Graisbach-Monheim zugeteilt; dieses ging 1862 im Bezirksamt (ab 1935 Landkreis) Donauwörth auf. Im Zuge der Gebietsreform in Bayern wurde die Gemeinde Möhren und damit auch die Einöde Spielhof mit Wirkung vom 1. Juli 1972 in die Stadt Treuchtlingen im Landkreis Weißenburg (ab 1973 Landkreis Weißenburg-Gunzenhausen) eingegliedert. Damit wechselte der Spielhof vom Regierungsbezirk Schwaben in den Regierungsbezirk Mittelfranken über. Seitdem ist Spielhof einer von 54 amtlich benannten Gemeindeteilen Treuchtlingens.
Die 1815 gebildete Patrimonialgerichtsbarkeit II. Klasse des Carl Anton Graf von Fugger-Nordendorf, Inhaber der Herrschaft Möhren-Gundelsheim, zu der auch Spielberg gehörte, wurde durch Bayern 1848 aufgehoben.
1839 hatte der Spielhof zwölf, 1961 neun Einwohner, die in einem Wohngebäude lebten. Zusammen mit dem Schloss Möhren wurde der Spielhof mit seiner Flur 1966 an den Diakonieverband Hensoltshöhe in Gunzenhausen verkauft; der umfangreiche Wald kam in Privathände. 1983 wurde das stattliche Gutshaus, ein zweigeschossiger Satteldachbau aus dem 18./19. Jahrhundert, an Privat veräußert. 1987 wohnte in dem Anwesen niemand.